# L'autistico e il piccione viaggiatore
L'autistico e il piccione viaggiatore è un romanzo del poeta e scrittore iracheno-olandese Rodaan Al Galidi. Vincitore del Premio letterario dell'Unione europea nel 2011.

## Edizioni
- Rodaan Al Galidi, De autist en de postduif, De Bezige Bij, Amsterdam, 2009,  p. 192.
- Rodaan Al Galidi, L'autistico e il piccione viaggiatore, traduzione di Stefano Musilli, collana Altriarabi migrante (n. 2), il Sirente, Fagnano Alto, 2016,  p. 144, ISBN 978-88-87847-51-2.